# فرز الحيوانات المنوية
فرز الحيوانات المنوية هو وسيلة لاختيار نوع الخلية المنوية لتخصيب خلية البويضة. عدة تقنيات تقليدية للطرد المركزي أو السباحة. الأساليب الحديثة المطبقة مثل قياس التدفق الخلوي توسع إمكانيات فرز الحيوانات المنوية ويتم تطوير تقنيات جديدة لفرز الحيوانات المنوية. ويمكن استخدامه لفرز الحيوانات المنوية الأكثر صحة، وكذلك لتحديد سمات أكثر تحديدًا، مثل اختيار الجنس الذي تنفصل فيه الحيوانات المنوية إلى X-(أنثى) و Y-(ذكور) مجموعات تحمل الكروموزوم بناءً على الفرق في محتوى الحمض النووي. 
ويمكن بعد ذلك استخدام الحيوانات المنوية «المصنفة حسب الجنس» بالاقتران مع غيرها من التكنولوجيات الإنجابية المساعدة مثل التلقيح الصناعي أو التلقيح الصناعي (IVF) لإنتاج نسل الجنس المطلوب - في الحيوانات الزراعية ولكن أيضًا في الممارسة الطبية البشرية.